# Iris Elezi

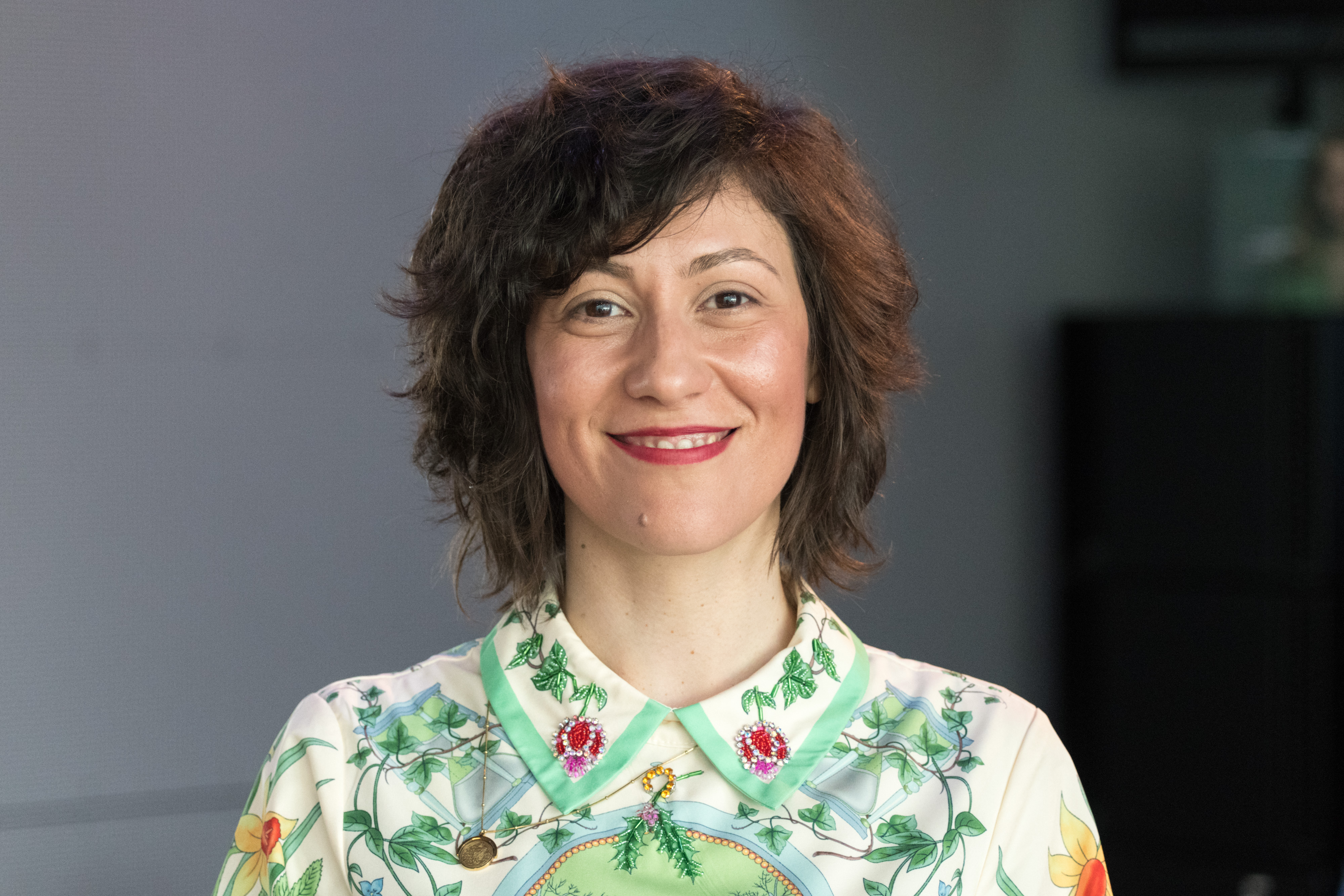
Iris Elezi beim Crossing Europe Filmfestival in Linz 2019

Iris Elezi (* 29. Dezember 1976) ist eine albanische Filmregisseurin, Drehbuchautorin und Hochschullehrerin.

## Leben
Iris Elezi studierte Filmtheorie und Filmkritik, Anthropologie und Frauenforschung. Nach Abschluss ihres Filmproduktionsstudiums an der Tisch School of the Arts der New York University ging sie 2001 nach Albanien zurück.
An der Academy of Film and Multimedia Marubi in Tirana unterrichtet sie Filmgeschichte und Filmanalyse. Elezi ist Leiterin des nationalen Filmarchivs Albaniens, des Arkivi Qëndror Shtetëror i Filmit. Gemeinsam mit ihrem Partner Thomas Logoreci und der Archivarin Regina Longo gründete sie The Albanian Cinema Project, eine Initiative, die sich dafür einsetzt, das Bewusstsein für alte albanische Filme zu stärken und zu bewahren.
Für ihr Filmschaffen erhielt sie zahlreiche Auszeichnungen, unter anderem 2014 für den Spielfilm Bota beim Internationalen Filmfestival Karlovy Vary. Für das Crossing Europe Filmfestival 2019 kuratierte sie für die Programmsektion Spotlight aktuelle und historische albanische Filme.
Iris Elezi lebt und arbeitet in Tirana.

## Filme
- 2007 Under Construction, Dokumentarfilmserie
- 2014 Bota, Spielfilm

## Auszeichnungen
- 2014 Internationales Filmfestival Karlovy Vary, 'Fedeora Award'
- 2014 Reykjavik Filmfestival, Fipresci und Publikumspreis
- 2015 San Francisco International Film Festival, Nominierung